# Abdelbaki Hermassi
Abdelbaki Hermassi (arabe : عبد الباقي الهرماسي), né le 26 décembre 1937 à Fériana et mort le 23 octobre 2021, est un homme politique, sociologue et universitaire tunisien. Il exerce notamment les fonctions de ministre de la Culture puis des Affaires étrangères.

## Biographie
Il obtient son baccalauréat au lycée Carnot de Tunis en 1959 puis étudie à la Sorbonne où il obtient une licence en philosophie en 1962. Il poursuit ses études avec un doctorat en sociologie, obtenu en 1971 à Berkeley, puis devient par la suite professeur à l'université de Tunis ainsi qu'à Berkeley où il enseigne l'art, la sociologie et les sciences humaines. Entre 1982 et 1985, il exerce les fonctions de vice-doyen de la faculté des sciences humaines de Tunis et participe à la fondation de l'Association tunisienne des sciences politiques.
Ambassadeur de Tunisie auprès de l'Unesco, le président Zine el-Abidine Ben Ali le nomme en juillet 1996 comme ministre de la Culture. Le 4 septembre 2002, il prend également en charge le ministère de la Jeunesse et des Loisirs. Le 10 novembre 2004, il prend finalement la tête de la diplomatie tunisienne où il reste en fonction jusqu'au 19 août 2005, date à laquelle il quitte le gouvernement.
Le 13 mai 2008, il est nommé président du Conseil supérieur de la communication en remplacement du défunt Youssef Alouane,.

## Décorations
- Grand-officier de l'ordre de la République tunisienne[5]

## Publications
- Abdelbaki Hermassi, Mouvement ouvrier en société coloniale : la Tunisie entre les deux guerres, Paris, Hachette, 1973, 291 p.
- Abdelbaki Hermassi (dir.), Le Maghreb face aux mutations internationales, Carthage, Beït El Hikma, 1993, 164 p.
- Abdelbaki Hermassi (dir.), Villes exemplaires, villes déchirées, Paris, L'Harmattan, 1994, 175 p. (ISBN 978-2738425577).
- Ghassan Salamé (dir.), Démocraties sans démocrates : politiques d'ouverture dans le monde arabe et islamique, Paris, Fayard, 1994, 452 p. (ISBN 978-2213592244).